# Kara Winger
Kara Estelle Winger (* 10. April 1986 in Seattle als Kara Patterson) ist eine US-amerikanische Speerwerferin. Sie hält seit 2010 mit 66,67 m den US-amerikanischen Rekord im Speerwurf.

## Leben
Sie besuchte bis 1999 in Seattle die Alki Middle School und bis 2004 die Skyview High School. An der Purdue University machte sie 2009 einen Abschluss in Ernährungswissenschaften (Nutrition, fitness and health). Sie ist seit September 2014 mit dem Kugelstoßer Russell Winger verheiratet.
Mit dem Speerwurf begann sie, als sie in die neunte Klasse ging, auf Empfehlung ihres Erdkundelehrers. Trainiert wird sie seit 2010 von Ty Sevin.

## Sportliche Laufbahn
Erste internationale Erfahrungen sammelte Kara Winger 2005 bei den Panamerikanischen Juniorenmeisterschaften in Edmonton, bei denen sie mit einer Weite von 50,26 m die Silbermedaille gewann. Zwei Jahre später qualifizierte sie sich erstmals für die Olympischen Spiele in Peking, bei denen sie aber mit 54,39 m nicht bis in das Finale gelangte. Auch bei den Weltmeisterschaften 2009 in Berlin schied sie mit 52,71 m in der Qualifikation aus, wie auch bei den Weltmeisterschaften 2011 im südkoreanischen Daegu mit 57,14 m. 2012 nahm sie erneut an den Olympischen Spielen in London teil, gelangte aber auch diesmal mit 56,23 m nicht bis in das Finale. 2014 erreichte sie beim IAAF-Continental-Cup in Marrakesch mit 52,22 m Rang sieben und 2015 gewann sie bei ihren ersten Panamerikanischen Spielen in Toronto mit einem Wurf auf 61,44 m die Silbermedaille hinter der Kanadierin Elizabeth Gleadle. Anschließend siegte sie mit 60,34 m bei den NACAC-Meisterschaften in San José und qualifizierte sich auch für die Weltmeisterschaften in Peking, bei denen sie mit 60,88 m im Finale den achten Platz belegte.
2016 schied sie bei den Olympischen Spielen in Rio de Janeiro bereits zum dritten Mal mit 61,02 m in der Qualifikation aus und auch bei den Weltmeisterschaften 2017 in London reichten 61,27 m nicht für einen Finaleinzug. 2018 wurde sie beim IAAF-Continental-Cup in Ostrava mit 60,38 m Dritte und 2019 siegte sie bei den Panamerikanischen Spielen in Lima mit 64,92 m. Anfang Oktober gelangte sie bei den Weltmeisterschaften in Doha bis in das Finale und wurde dort mit einer Weite von 63,23 m Fünfte. Bei den Weltmeisterschaften 2022 in Eugene erhielt sie mit 64,05 m hinter Kelsey-Lee Barber die Silbermedaille. Einen neuen US-amerikanischen Rekord warf sie 2022 bei ihrem Sieg des Memorial Van Damme in Brüssel.
Bei den Olympischen Sommerspielen 2020 war sie während der Schlussfeier die Fahnenträgerin ihrer Nation.
Von 2008 bis 2011, 2014 und 2015 sowie 2017 und 2018 wurde Winger US-amerikanische Meisterin im Speerwurf.